# Polonia (personificación)

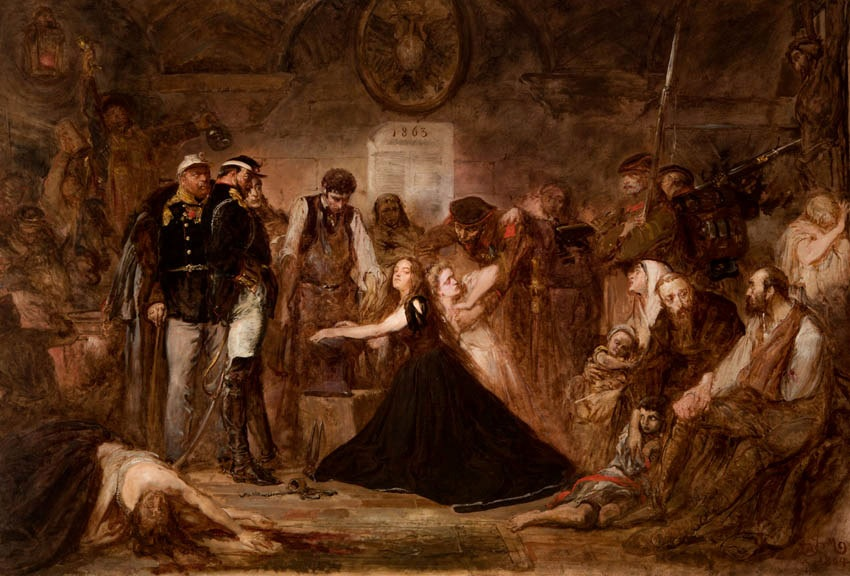
Jan Matejko, Polonia 1863. Óleo sobre lienzo, 156 × 232 cm, Museo Nacional de Cracovia. La pintura es el resultado del fallido Levantamiento de Enero; es una de las obras más patrióticas y simbólicas de Matejko. Las cautivas esperan la deportación a Siberia. Oficiales rusos supervisan como les ponen los grilletes a la mujer (Polonia); detrás, la mujer de pelo rubio representa a Lituania.

Polonia es la personificación nacional de Polonia. Hay que tener en cuenta que Polonia en polaco se dice Polska y que Polonia es su nombre latino que coincide con el nombre de algunas lenguas romances, como el castellano. El término de "Polonia" en polaco se suele emplear mucho para referirse a la diáspora polaca. 
La alegoría tiene forma femenina y fue muy común que apareciera muy a menudo en el siglo XIX como a otras personificaciones nacionales como Hispania, Britania o Germania.

## Personificaciones de Polonia en el arte

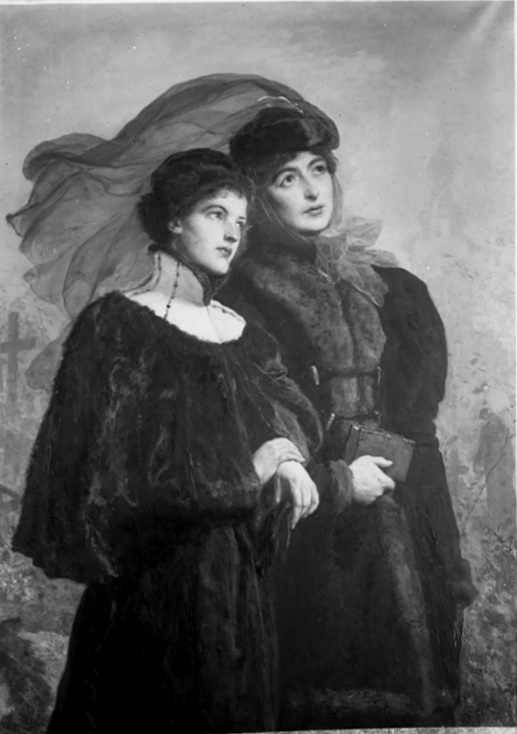
Dos hermanas, Polonia y Lituania, obra de Wojciech Gerson, 1897.

- Bernardo Morando Polonia, vieja puerta de Lublin in Zamość, 1588.
- Ary Scheffer Polonia, 1831.
- Horace Vernet Prometheus polaco, 1831.
- Jan Matejko Polonia, ilustración de Zygmunt Krasiński's "Psalmy Przeszłości" ("Salmos del pasado"), 1861.
- Artur Grottger Polonia, 1863[1]
- Jan Matejko Rok 1863. Zakuwana Polska ("Año 1863 - Polonia encadenada"), 1864.[1]
- Jan Styka Polonia, 1890–91.
- Stanisław Wyspiański Polonia, 1892-93. Parte de un vitral del presbiterio de la Basílica catedral de la Asunción de la Santísima Virgen María (Leópolis)  (en pastel, nunca realizado en vidrio).[1]
- Jacek Malczewski En la polvareda, 1893.[2]
- Jacek Malczewski Hamlet polski - Retrato de Aleksander Wielopolski ("Hamlet polaco - Retrato de Aleksander Wielopolski"), 1903.[1]
- Jacek Malczewski La Patria, 1903.[1]
- Włodzimierz Tetmajer Alegoria Polski umarłej ("Alegoría de la muerte de Polonia"), en la Catedral de San Nicolás en Kalisz, 1909.
- Jacek Malczewski Polonia, 1914.
- Władysław Skoczylas Polonia, 1915.
- Jacek Mierzejewski Polonia, 1915.
- Jacek Malczewski Polonia II, 1918.
- Leszek Sobocki Polonia, 1982.
- Edward Dwurnik Polonia, 1984.

## Galería

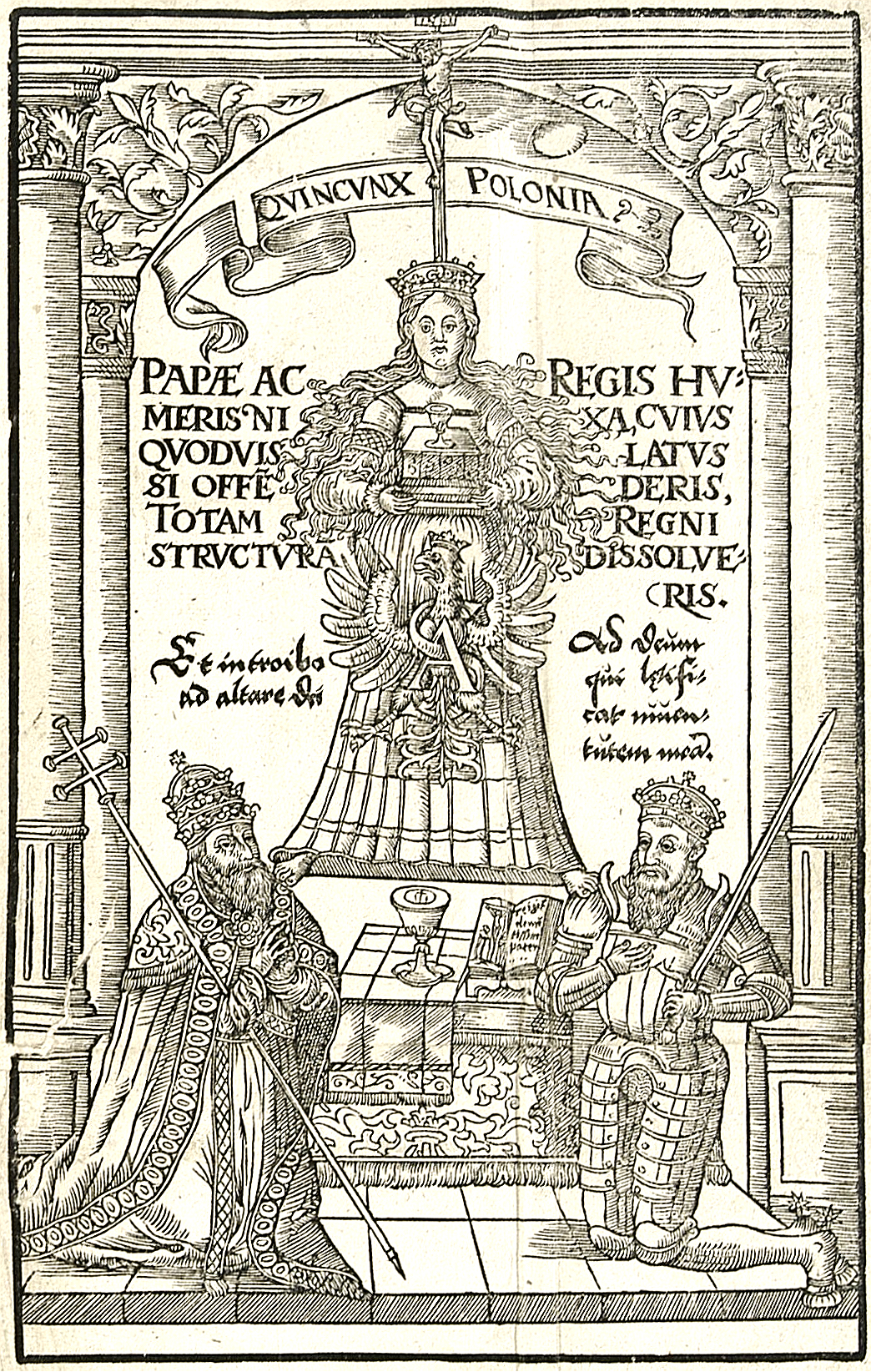
Polonia de pie sobre los hombros de un papa y un rey. Tratado del siglo XVI obra de Stanisław Orzechowski.
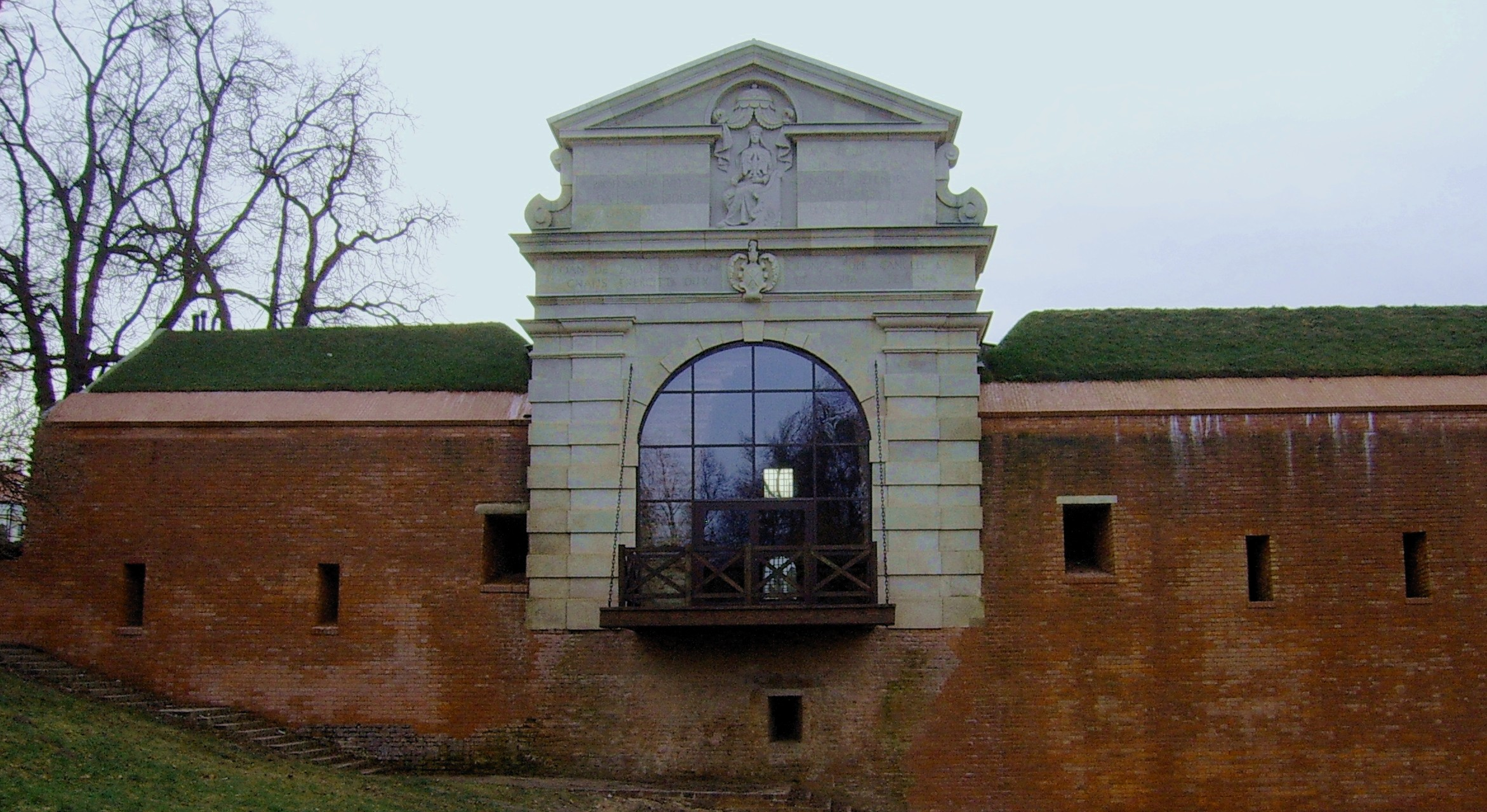
Polonia por Bernardo Morando (1588). Base relieve en lo alto de la Vieja Puerta de Lublin en Zamość.
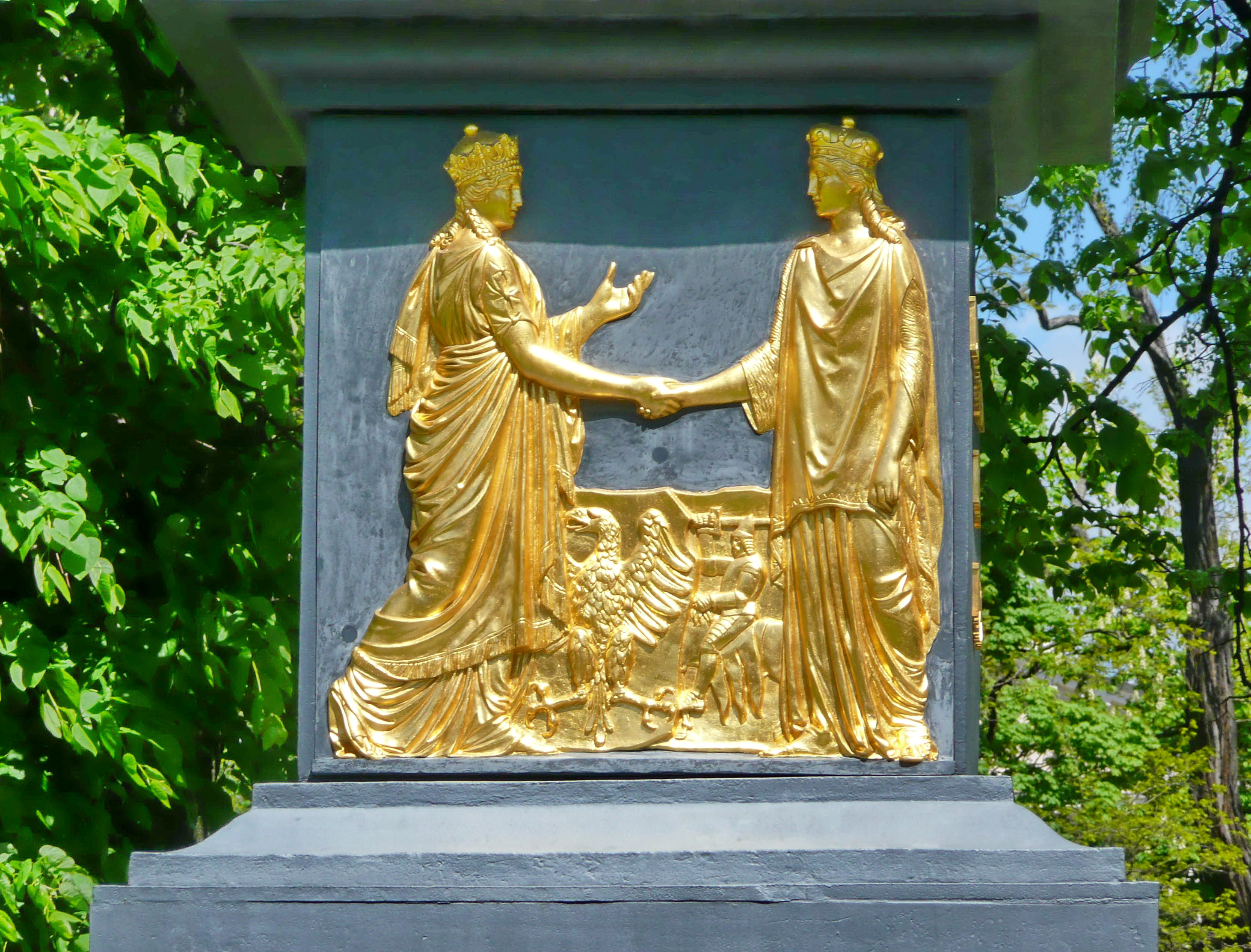
Bajorrelieve en el monumento en Lublin conmemorando la unión entre Polonia y Lituania, Paweł Maliński (1826).
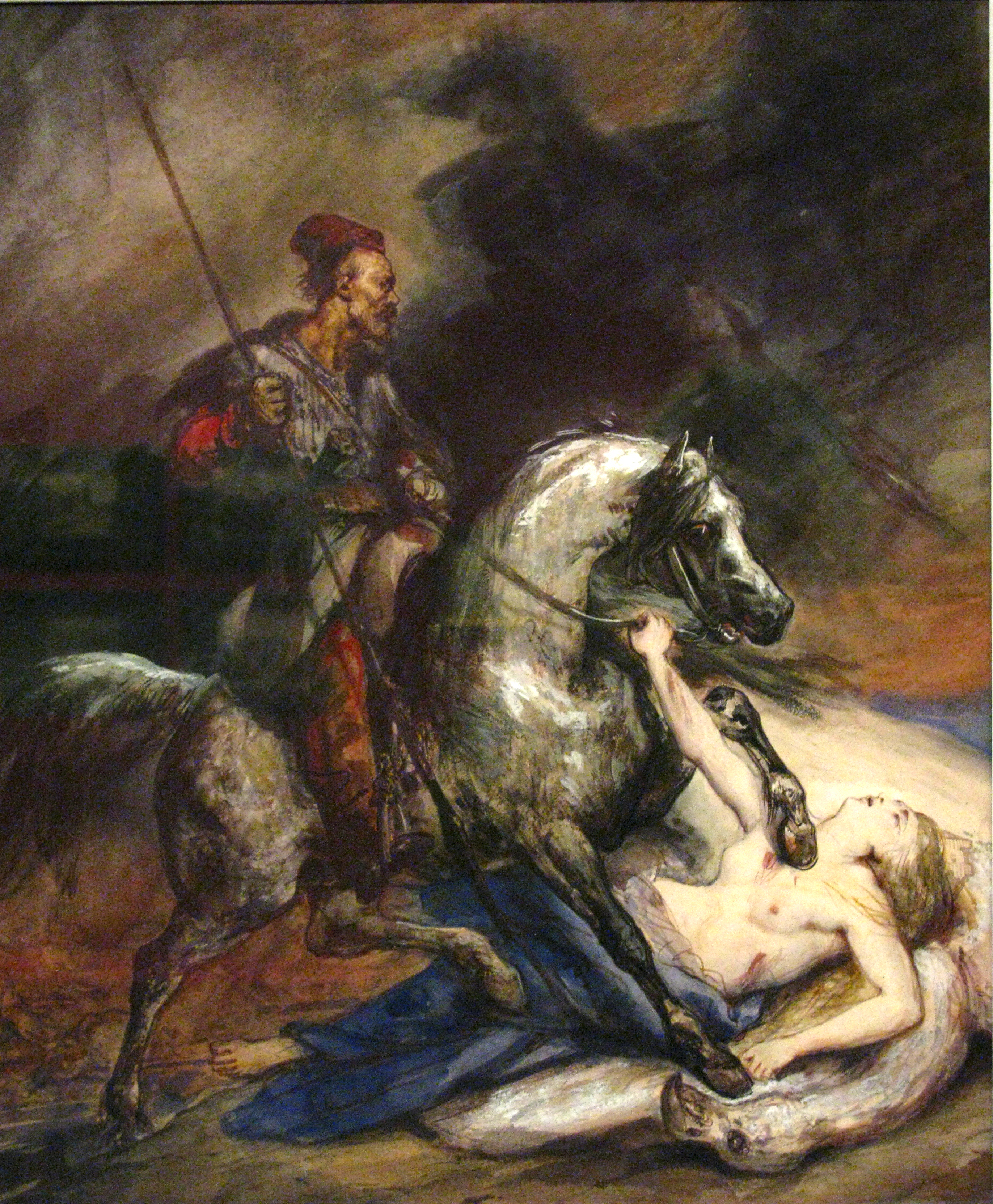
Polonia de Ary Scheffer (1831). Alegoría de la caída del Levantamiento de Noviembre.
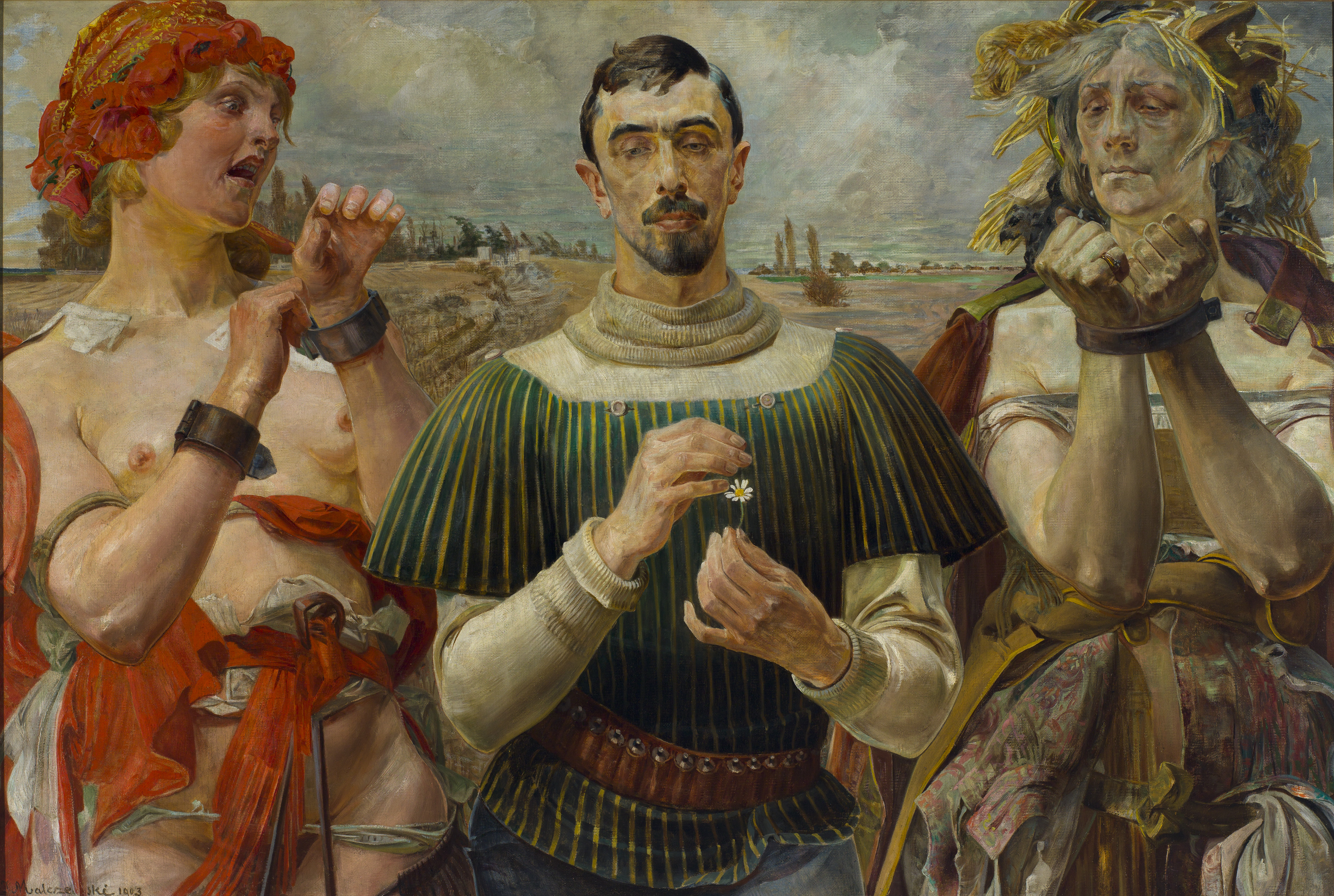
Hamlet polaco, retrato de Aleksander Wielopolski de Jacek Malczewski (1903). Las figuras son las alegorías de la joven revolucionaria Polonia y la vieja esclava Polonia.
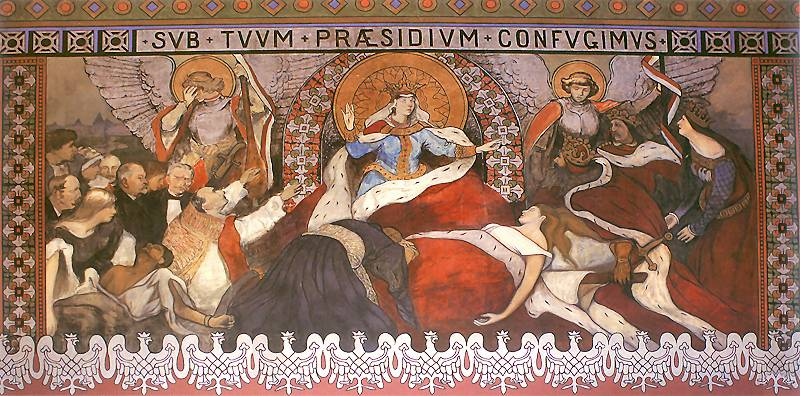
Alegoría de la muerte de Polonia de Włodzimierz Tetmajer (1909).
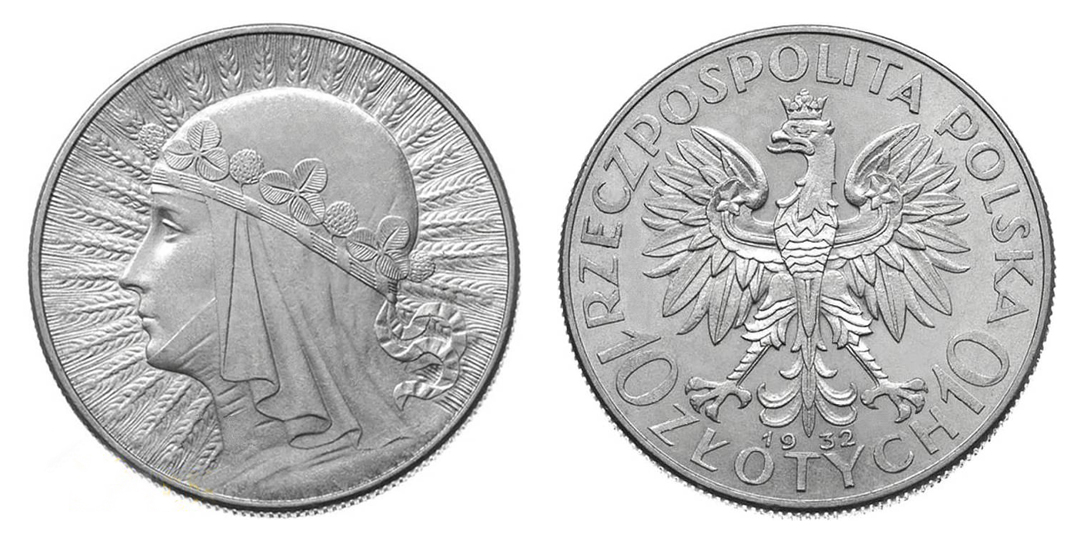
Polonia en una moneada polaca de 10 Złoty de 1932.
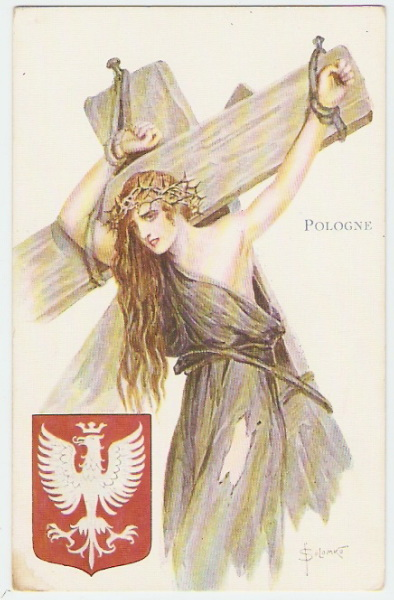
Polonia crucificada.